# 抱茎独行菜
抱茎独行菜（学名：Lepidium perfoliatum）为十字花科独行菜属的植物。分布于亚洲、欧洲以及中国大陆的江苏、新疆、辽宁、甘肃等地，生长于海拔100米至1,000米的地区，多生在荒地以及干燥沙滩，目前尚未由人工引种栽培。

## 别名
穿叶独行菜（东北植物检索表）